# Chráněná krajinná oblast Kysuce
Chráněná krajinná oblast Kysuce (slovensky Chránená krajinná oblasť Kysuce) je jedna ze čtrnácti chráněných krajinných oblastí na Slovensku. Nachází se na severozápadě Slovenska v geomorfologických celcích Kysucké Beskydy, Turzovská vrchovina, Javorníky a Kysucká vrchovina a zaujímá plochu 655 km². 
Účelem vyhlášení chráněné krajinné oblasti je mj. ochrana přírody a krajiny s rozptýleným osídlením ve vztahu k rozptýlenému lesnímu a zemědělskému půdnímu fondu. Tvoří ji dvě samostatné navzájem oddělené části, západní Javornická a východní Beskydská. Přes polovinu území pokrývají lesy.
Chráněná krajinná oblast Kysuce Vyhlášená byla v roce 1984. Rozkládá se na území okresů Bytča, Čadca, Považská Bystrica, Púchov a Žilina.
V údolí Chmúra se nachází Muzeum kysucké dědiny.

## Maloplošná chráněná území
Národní přírodní rezervace
- Malý Polom
- Velký Javorník
- Velká Rača

Přírodní rezervace
- Klokočovské skály
- Polková
- Hričovec
- Veľký Polom
- Zajačkova lúka
- Čierna Lutiša
- Javorinka
- Čertov
- Klubinský potok

Přírodní památky
- Vychylovské skály
- Vychylovské prahy
- Korňanský ropný pramen

Chráněné areály
- Chmúra